# Schafsnase (Apfel)

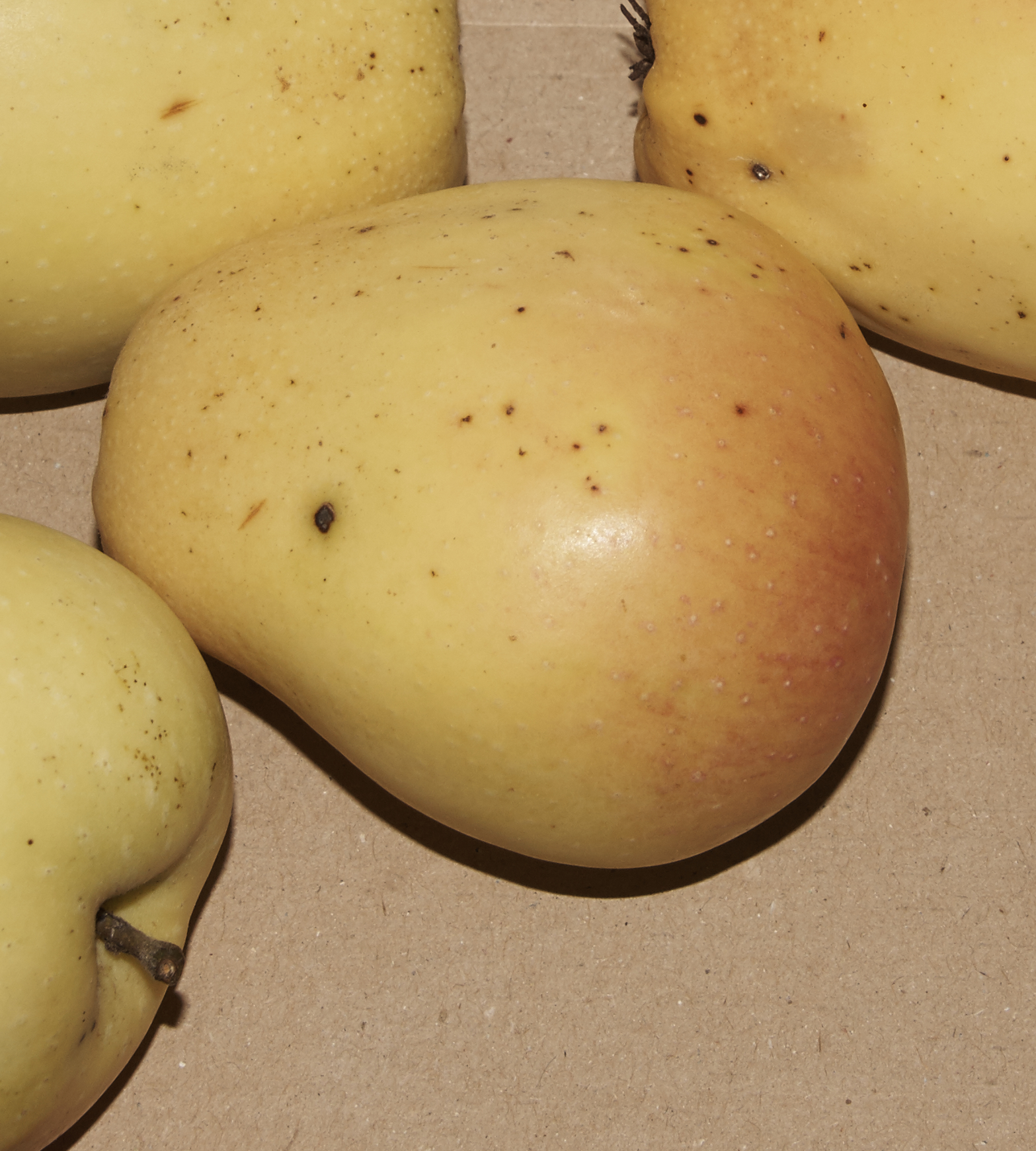
Bergische Schafsnase

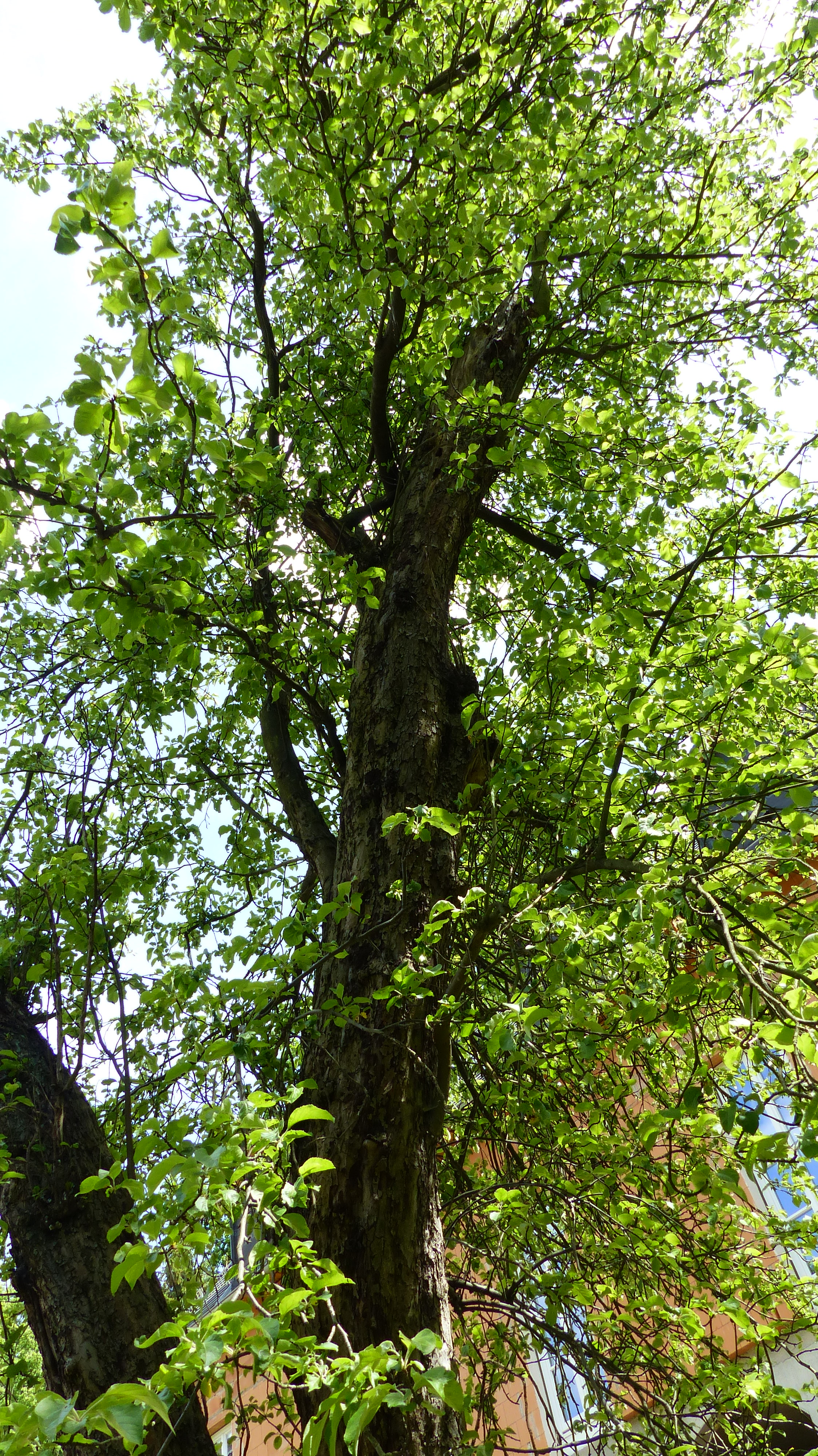
Alter Baum als Naturdenkmal in Dresden

Als Schafsnase werden mehrere in Deutschland, Österreich, Belgien und den Niederlanden verbreitete Apfelsorten bezeichnet.

## Form
Kennzeichnend ist die Kegelform, wobei die Frucht sich in Richtung des Kelches verjüngt, im Gegensatz zur Form der Birnen. Ein alternativer Name ist für gewisse Sorten deshalb auch „Quittenapfel“.

## Sorten
Bekannte aktuell gängige und historische Sorten sind:
- Berliner Schafsnase (Norddeutschland)
- Bergische Schafsnase
- Gelbe gestreifte Schafsnase[1]
- Große gestreifte Schafsnase
- Rheinische Schafsnase oder Rote Schafsnase (am Rhein, Thüringen)
- Schaapsneus oder Keuleman (Süd-Limburg, Belgien)
- Steirische Schafsnase
- Weiße Schafsnase oder weißer Wintertäubling (am Rhein und Main)[1]
- Weiße Winterschafsnase (Süd- und Mitteldeutschland)[1]

## Einzelnachweis
1. 1 2 3 4  Friedrich Jakob Dochnahl: Der sichere Führer in der Obstkunde auf botanisch-pomologischem Wege, oder, Systematische Beschreibung aller Obstsorten. Band 1 (Aepfel), Verlag W. Schmid, 1855 (Digitalisat in der Google-Buchsuche).